# Coffee County (Georgia)
Coffee County is een county in de Amerikaanse staat Georgia.
De county heeft een landoppervlakte van 1.551 km² en telt 37.413 inwoners (volkstelling 2000). De hoofdplaats is Douglas.

## Bevolkingsontwikkeling

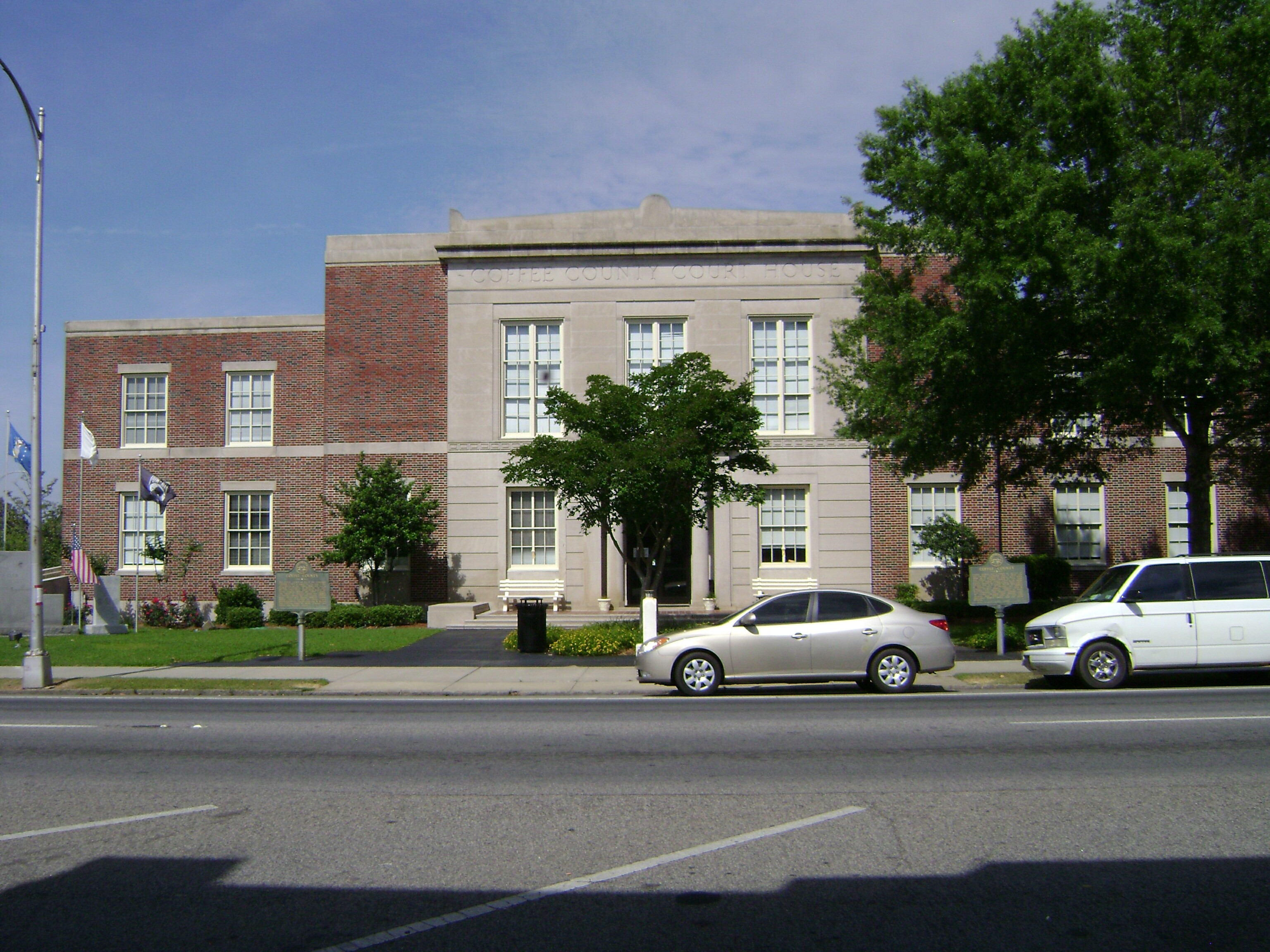
Coffee County Courthouse